# Bani de buzunar (film din 1972)
Bani de buzunar (titlul original: în engleză Pocket Money) este un film de comedie-dramatică american, realizat în 1972 de regizorul Stuart Rosenberg, după romanul „Jim Kane” al scriitorului J. P. S. Brown, protagoniști fiind actorii Paul Newman, Lee Marvin, Strother Martin și Wayne Rogers.

## Rezumat
Frânt și îndatorat, un cowboy altfel cinstit, cunoscut sub numele de Jim Kane, se amestecă în niște relații dubioase cu Stretch Russell și Bill Garrett, doi fermieri dubioși. Russell îi spune lui Kane să găsească 200 de tauri la un spectacol de rodeo în Mexic și să-i aducă în Statele Unite, pentru o sumă bună de bani. Deși înțelegerea de la bun început pare dubioasă, el se implică și îi cere vechiului său prieten Leonard să-l ajute. Treaba se dovedește a fi mai dificilă decât se aștepta, pentru că cei doi bătăioși sunt păcăliți atunci când cumpără vitele și drumul spre casă este și el presărat cu aventuri imprevizibile...

## Distribuție
- Paul Newman – Jim Kane
- Lee Marvin – Leonard
- Strother Martin – Bill Garrett
- Wayne Rogers – Stretch Russell
- Hector Elizondo – Juan
- Christine Belford – Adelita
- Kelly Jean Peters – Sharon (fosta sotie a lui Kane)
- Gregg Sierra – Guerro Chavarin
- Fred Graham – unchiul Herb
- Matt Clark – prizonierul american
- Claudio Miranda – ministrul public
- Terrence Malick – un muncitor

## Aprecieri
„ Anti-western în intenție, fără galopuri și dueluri, dar și fără nerv!. ”—T. Caranfil , Dicționar universal de filme 

## Melodii din film
Cântecul „Pocket Money” este compusă și interpretată de Carole King.